# ذوات الثنن الروائسية
ذوات الثُنَن الرَوَائِسيّة (الاسم العلمي: Scolebythidae)، فصيلة دبابير صغيرة من ذوات الحمة وفيلق الشخدبيات. عُثر على دبور الشخدب فقط في الموائل الاستوائية في أفريقيا وأستراليا والعالم الجديد.

## نظرة عامة
الزنابير ذوات الثنن الروائسية هي أشباه طفيليات ذوات نزعة اجتماعية تتطفل على يرقات الخنافس ثاقبة الخشب. تقوم الإناث بحفر الأنفاق من خلال مخلفات (التي تنتج عن حفر الخنافس) الخنافس الثاقبة للخشب مستخدمة الفك السفلي. بعد الوصول إلى غرفة يرقة الخنفساء المضيفة، يتم سحب المخلفات إلى الغرفة قبل أن تلدغ اليرقة. تتغذى أنثى الدبور على الدملمف بعد قضم الإهاب. ربما يكون هذا السلوك ضروريًا لوضع البيض.